# Tony Williams
Tony Williams (właściwie Anthony Tillmon Williams, ur. 12 grudnia 1945 w Chicago, zm. 23 lutego 1997 w Bostonie) – amerykański perkusista jazzowy.
W wieku 17 lat Williams zdobył popularność u boku Milesa Davisa, dołączając do jego kwintetu, z którym grał do 1969. W 1964 nagrał także swój pierwszy, całkowicie własny, album Life Time.
W 1969 stworzył własne trio, The Tony Williams Lifetime, do którego należeli gitarzysta John McLaughlin i organista Larry Young. Później do zespołu dołączył basista Jack Bruce. Był to jeden z pierwszych zespołów grających fusion. W 1975, Tony Williams założył zespół The New Tony Williams Lifetime, wraz z basistą Tonym Newtonem, pianistą Alanem Pasqua i brytyjskim gitarzystą Allanem Holdsworthem. Z tym zespołem nagrał dwa albumy, Believe It i Million Dollar Legs.

## Dyskografia
| - 1964: Life Time - 1965: Spring - 1978: The Joy of Flying - 1982: Third Plane – z Ronem Carterem i Herbie Hancockiem - 1985: Foreign Intrigue - 1986: Civilization - 1988: Angel Street - 1989: Native Heart - 1991: The Story of Neptune - 1992: Tokyo Live - 1993: Unmasked - 1996: Widerness - 1998: Young at Heart - 1969: Emergency! - 1970: Turn It Over - 1971: Ego - 1972: The Old Bum's Rush - 1975: Believe It - 1976: Million Dollar Legs Allan Holdsworth - Atavachron (1986) ścieżka 5 Andrew Hill - Point of Departure Arcana - The Last Wave (1996) - Arc of the Testimony (1997) Branford Marsalis - Renaissance Eric Dolphy - Out to Lunch Grachan Moncur III - Evolution - Some Other Stuff Herbie Hancock - Empyrean Isles - Maiden Voyage - My Point of View - Town Hall Concert (Herbie Hancock) - V.S.O.P. - V.S.O.P.: The Quintet - V.S.O.P.: Live Under the Sky - V.S.O.P.: Tempest in the Colosseum - Quartet - Herbie Hancock Trio - Future2Future Jackie McLean - One Step Beyond - Vertigo - New Wine In Old Bottles |  | Kenny Dorham - Una Mas (1963) McCoy Tyner - Supertrios Michel Petrucciani - Marvellous (1994) Miles Davis - Seven Steps to Heaven (1963) - Miles Davis in Europe (1963) - Four & More (1964) - My Funny Valentine - Miles Davis in Tokyo (1964) - Miles in Berlin (1964) - E.S.P. (1965) - The Complete Live at the Plugged Nickel (1965) - Miles Smiles (1966) - Sorcerer (1966) - Nefertiti (1967) - Miles in the Sky (1968) - Filles de Kilimanjaro (1968) - Water Babies - In a Silent Way (1969) - A Tribute to Jack Johnson (1971) (częściowo) Public Image Ltd - Album Ray Manzarek, Larry Carlton, Jerry Scheff - The Golden Scarab Ron Carter - Third Plane - Etudes Sam Rivers - Fuchsia Swing Song Stan Getz - Captain Marvel Stanley Clarke - Stanley Clarke Travis Shook - Travis Shook Wayne Shorter - The Soothsayer With Weather Report - Mr. Gone Wynton Marsalis - Wynton Marsalis Jaco Pastorius, John McLaughlin - Trio of Doom |